# Laurence de Montmorency
Laurence de Montmorency, född 1571, död 1654, var en fransk hovfunktionär.
Hon var Première dame d'honneur till Frankrikes drottning Anna av Österrike mellan 1615 och 1624. Hon fick dela denna tjänst med Annas spanska motsvarighet de la Torres fram till 1619. 
När kungens favorit Luynes maka Marie de Rohan, hertiginna av Chevreuse 1617 utnämndes till den nya påhittade tjänsten Surintendante de la Maison de la Reine, som skulle vara i rang ovanför Première dame d'honneur, begärde Montmorency med hänvisning till att hennes rang inte tillät henne att ha en underordnad tjänst. Hon drog dock tillbaka sin avskedsansökan när Anna vid samma tidpunkt blev sjuk och Première dame d'honneur och Surintendante de la Maison de la Reine skulle turas om att sköta henne.
När Marie de Rohan och Mademoiselle de Verneuil 1622 hade förorsakat Anna ett missfall genom att tillsammans springa med henne i trapporna och båda fick avsked, fick Laurence de Montmorency den högsta rangen bland hovdamerna, en tjänst hon sades sköta med älskvärd och försonande diplomatisk förmåga.